# محرض الإنزيم
محرض الإنزيم (بالإنجليزية: Enzyme inducer) هو نوع من الأدوية التي تزيد الفعالية الأيضية للإنزيم من خلال الارتباط به وتفعليله أو من خلال زيادة التشفير الجيني للإنزيم.
يأتي محرض الإنزيم بالضد من كاظمة الإنزيم.